# Défense d'y toucher
Pour plus de détails, voir Fiche technique et Distribution.
Défense d'y toucher (La ragazza di mille mesi, littéralement « La fille de mille mois ») est un film italien réalisé par Steno et sorti en 1961.

## Synopsis
Un couturier loue sa villa à une femme avant de s'en aller à l'étranger. La fille de cette femme est contrainte de feindre d'être handicapée par un sombre complot visant à empêcher l'homme de partir.

## Fiche technique
- Titre original : La ragazza di mille mesi
- Réalisation : Steno
- Scénario : Marcello Fondato, Vittorio Metz, Steno
- Production :  Amato Film, Mercury Films
- Photographie : Aldo Giordani
- Musique : Armando Trovajoli
- Genre : Comédie
- Type : Noir & blanc
- Durée : 95 minutes[1]
- Dates de sortie: 
  - Italie : 5 novembre 1961
  - France 3 juillet 1963
  - Portugal : 14 janvier 1966
- Affiche : Marcel Jeanne (France)

## Distribution
- Raimondo Vianello : Marco
- Ugo Tognazzi : Maurizio d'Alteni
- Danielle De Metz : Didì
- Francesco Mulè : Amleto il Cameriere
- Sophie Desmarets : Armanzia
- Silvio Bagolini
- Francis Blanche : Commendator Borgioli
- Ernesto Calindri : Il Colonnello
- Piero Gerlini